# Justicia bolomboensis
Justicia bolomboensis är en akantusväxtart som beskrevs av De Wild.. Justicia bolomboensis ingår i släktet Justicia och familjen akantusväxter. Inga underarter finns listade i Catalogue of Life.